# Бойль, Джозеф Уайтсайд
Джозеф Уайтсайд Бойль (16 ноября 1867, Торонто — 14 апреля 1923) — канадский авантюрист, золотопромышленник, разведчик.

## Биография
Младший из четырёх детей Чарльза Бойля и Марты Бейн. В 1885—1888 годах ходил матросом на торговых судах. В 1889 году женился на Эмили Рейнор (развелись в 1897). Занимался бизнесом по перевозке грузов. Работал менеджером боксёра Фрэнка Славина, с которым приехал на Аляску во время золотой лихорадки.
К тому времени большая часть золота, которое можно было добыть вручную, была уже исчерпана, и Бойль занялся крупномасштабной промышленной добычей золота. В 1900 году Бойль получил в Оттаве концессию на добычу золота с помощью драг на крупном участке. В 1904 году он основал Canadian Klondyke Mining Company Limited, акционерами которой были английские капиталисты. В лучшие времена золото добывалось с помощью четырёх драг (три из которых были крупнейшими в мире), была построена электростанция, снабжавшая энергией Доусон.
С началом Первой мировой войны Бойль на свои средства собрал и вооружил отряд из 50 добровольцев-пулемётчиков. За это ему было присвоено почётное звание подполковника. Впоследствии люди из его отряда были включены в регулярные канадские части и не участвовали в боях как отдельный отряд. В 1916 он прибыл в Англию. В 1917 году он был послан в Россию, официально как консультант по узкоколейным железным дорогам, но, по-видимому, выполняя и разведывательные функции. В это время он работал вместе с другим известным английским разведчиком Джорджем Хиллом.
После Октябрьской революции вместе с Джорджем Хиллом активно поддерживал большевистское правительство, помогал наладить работу железнодорожного транспорта. В воспоминаниях Хилла утверждается, что благодаря решительным действиям Бойля удалось устранить затор на московском железнодорожном узле, но сложно сказать, насколько это соответствует действительности.
Дальнейшая деятельность Бойля связана с Румынией. В феврале 1918 года он был посредником на переговорах о перемирии между румынским правительством и красными войсками в Бессарабии. Ему удалось добиться от большевиков возвращения румынскому правительству румынских ценностей, эвакуированных в Москву после разгромной для Румынии кампании 1916 года. Был знаком с королевой Румынии Марией. В популярных легендах часто говорится, что они были любовниками, но каких-то подтверждений этому не имеется.
В мае 1918 Бойль перенёс удар и был частично парализован. После того как он частично восстановил здоровье, он помогал организовать займы на послевоенное восстановление для Румынии и поставки румынской нефти в Англию. Пытался получить нефтяную концессию в советской России для компании Royal Dutch Shell. Умер в 1923 году в Англии, где и был похоронен. В 1983 году его прах был перезахоронен в Канаде в городе Вудсток.